# إلمر براون
إلمر براون (بالإنجليزية: Elmer Brown)‏ هو لاعب كرة قاعدة أمريكي، ولد في 25 أغسطس 1883 في ساوثبورت في الولايات المتحدة، وتوفي في 23 يناير 1955 في إنديانابوليس في الولايات المتحدة.

## وصلات خارجية
- إلمر براون على موقعبيزبول رفرنس.كوم (الدوري الرئيسي) (الإنجليزية)
- إلمر براون على موقعبيزبول رفرنس.كوم (الدوري الثانوي) (الإنجليزية)
- إلمر براون على موقع مشجعي الرسوم البيانية (الإنجليزية)